# Stadtpfarrkirche Freistadt

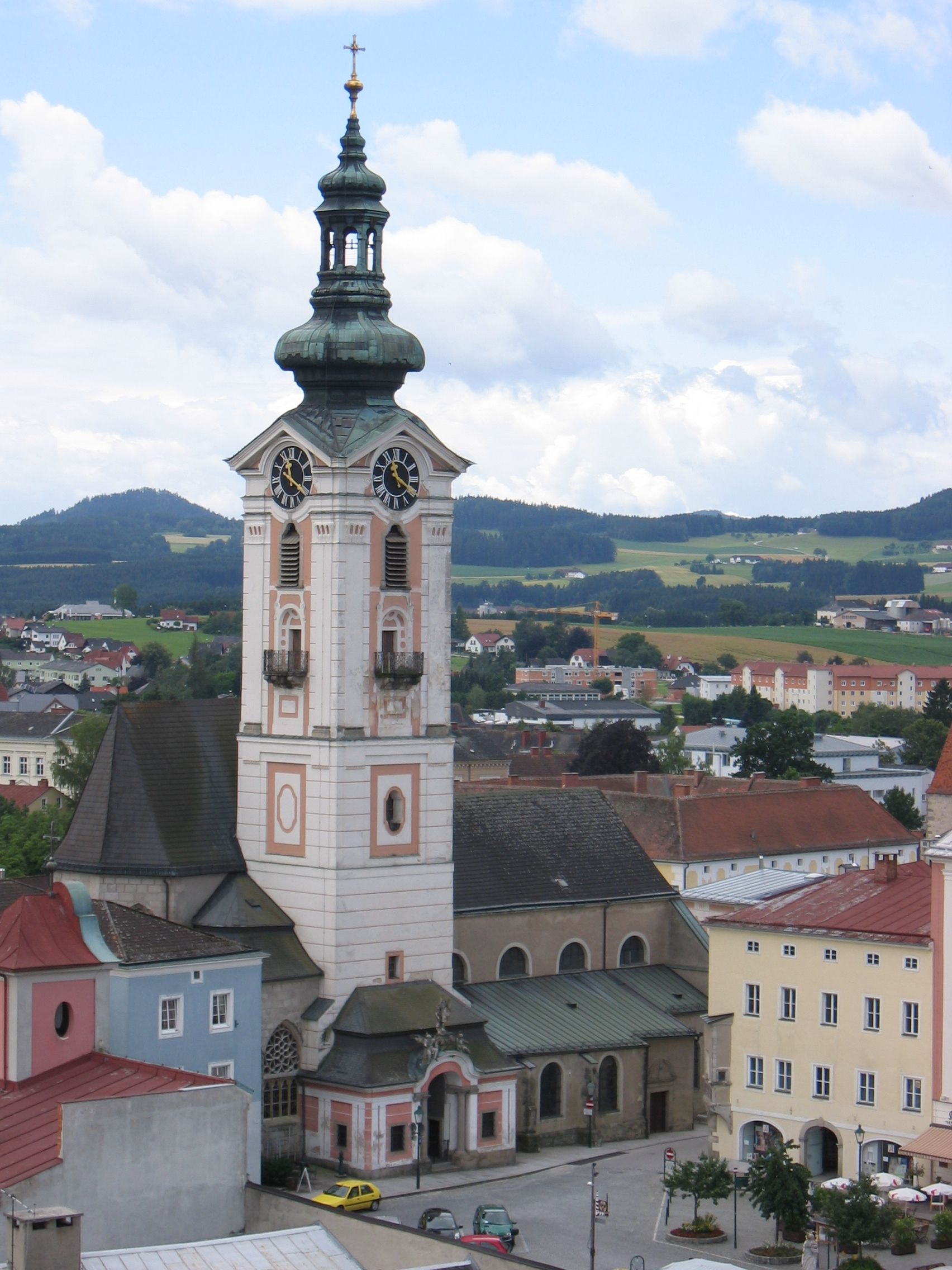
Die Stadtpfarrkirche vom Bergfried gesehen

Die römisch-katholische Stadtpfarrkirche Freistadt (auch: Katharinenmünster) steht in der Stadtgemeinde Freistadt im Bezirk Freistadt im Mühlviertel in Oberösterreich. Die Kirche wurde im 13. Jahrhundert als romanische Kirche errichtet, im 14. und 15. Jahrhundert gotisiert und auf eine fünfschiffige Basilika ausgebaut. In der Barockzeit wurde die Kirche wiederum umgebaut, bevor 1967 die ursprüngliche Gotik wieder weitgehend hergestellt wurde. Heute ist die Stadtpfarrkirche die einzige fünfschiffige Kirche Österreichs. Die auf die heilige Katharina geweihte Kirche gehört zum Dekanat Freistadt der Diözese Linz. Die Kirche steht unter Denkmalschutz.

## Geschichte

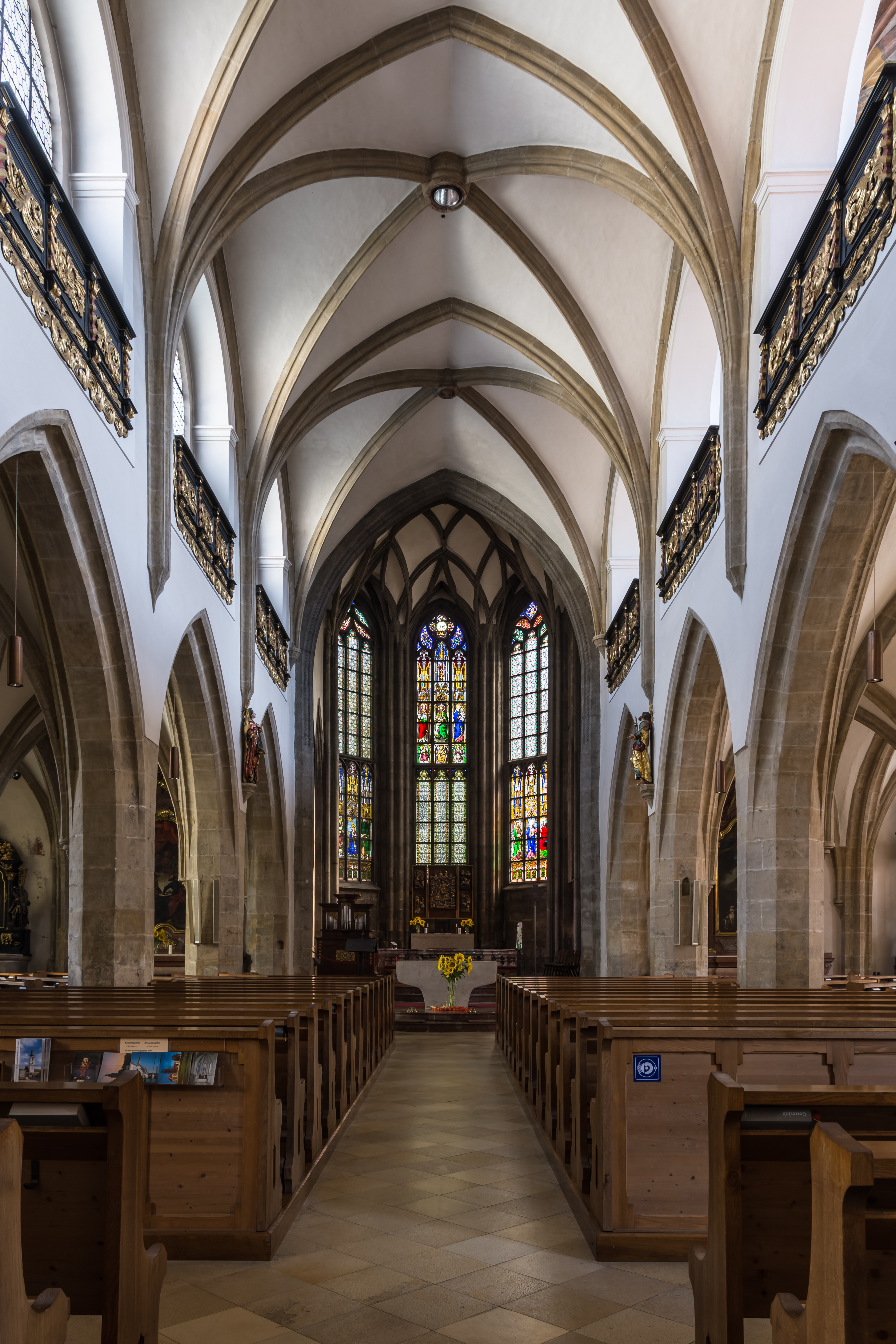
Innenraum

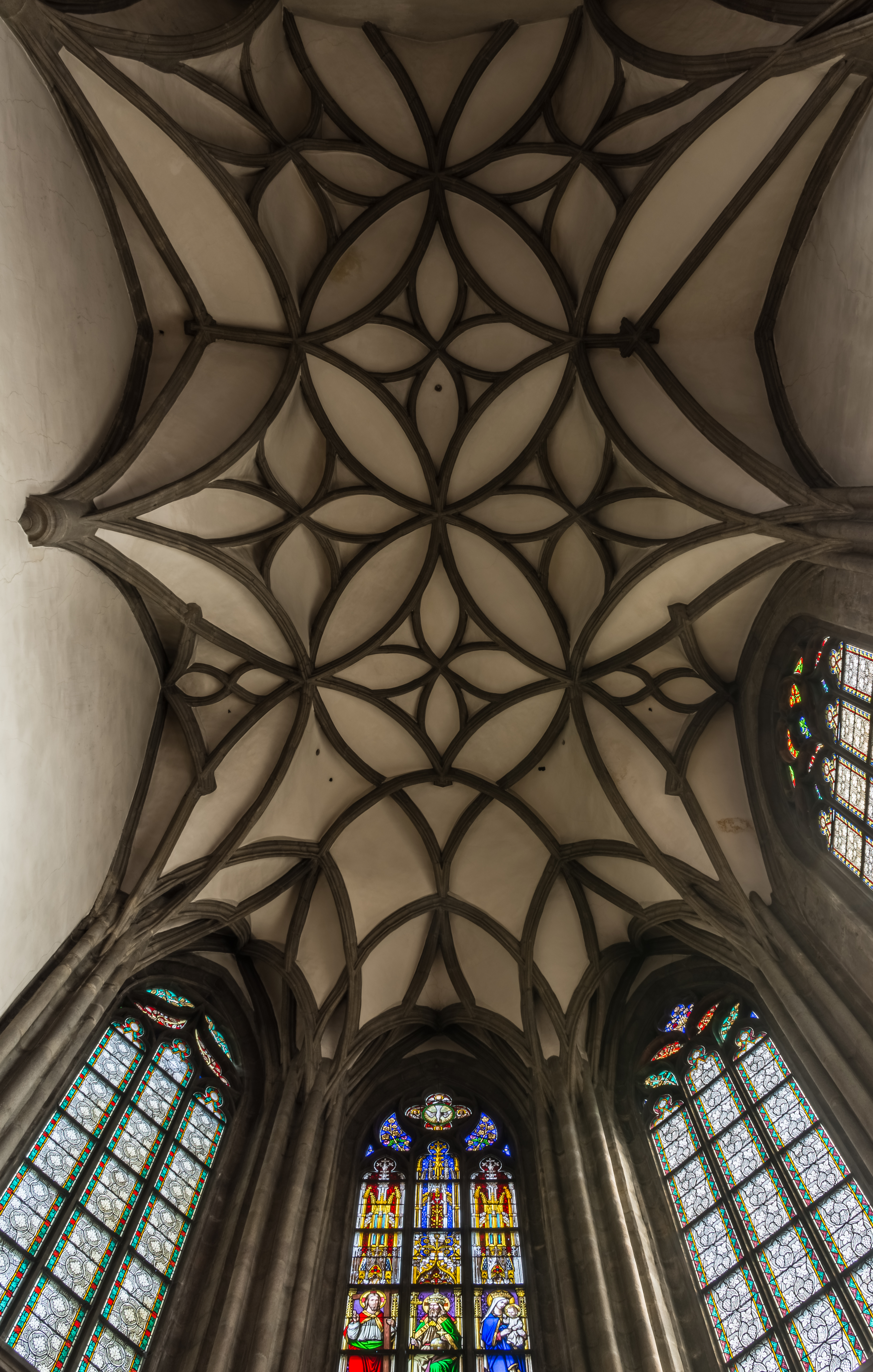
Chorgewölbe

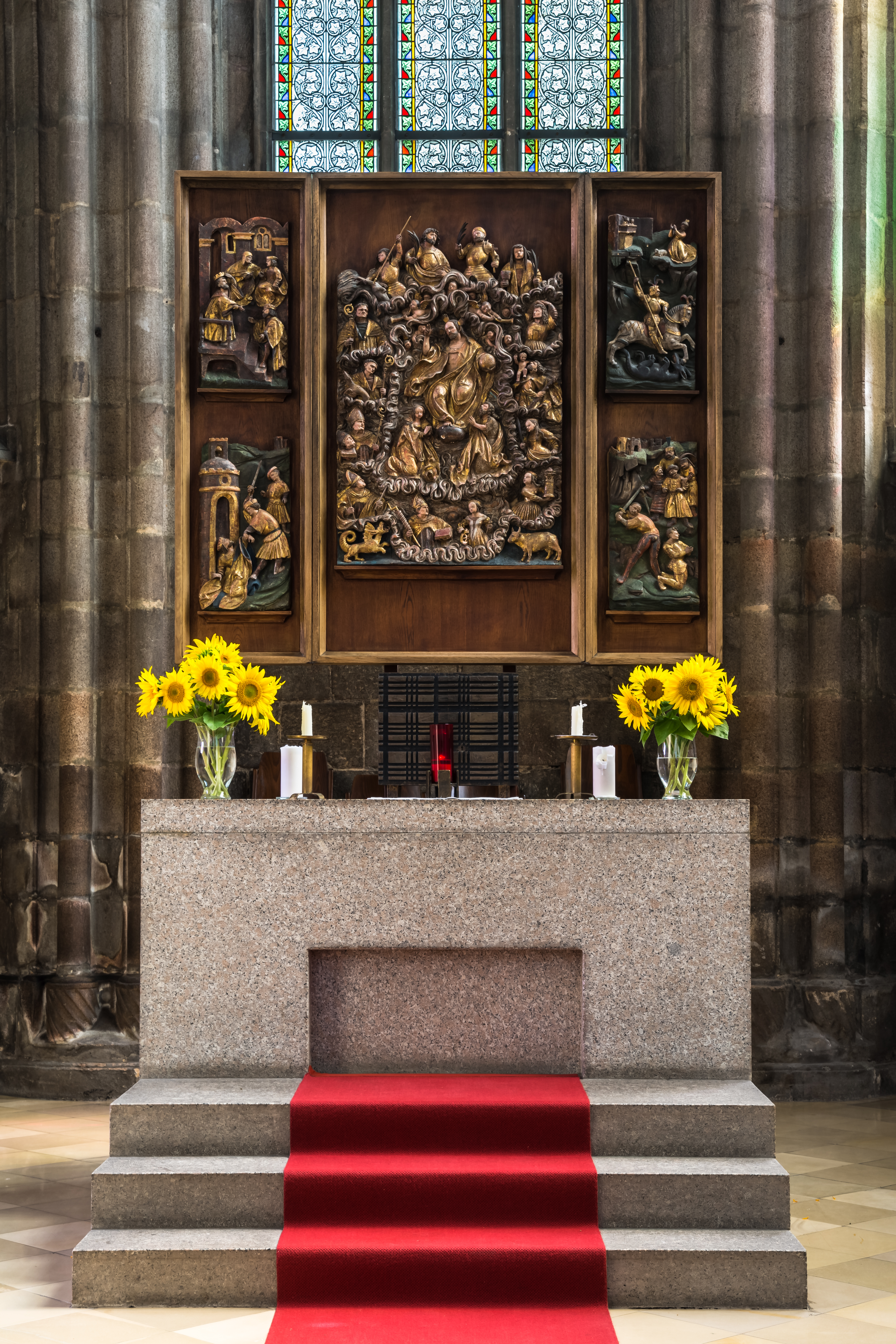
Nothelferaltar

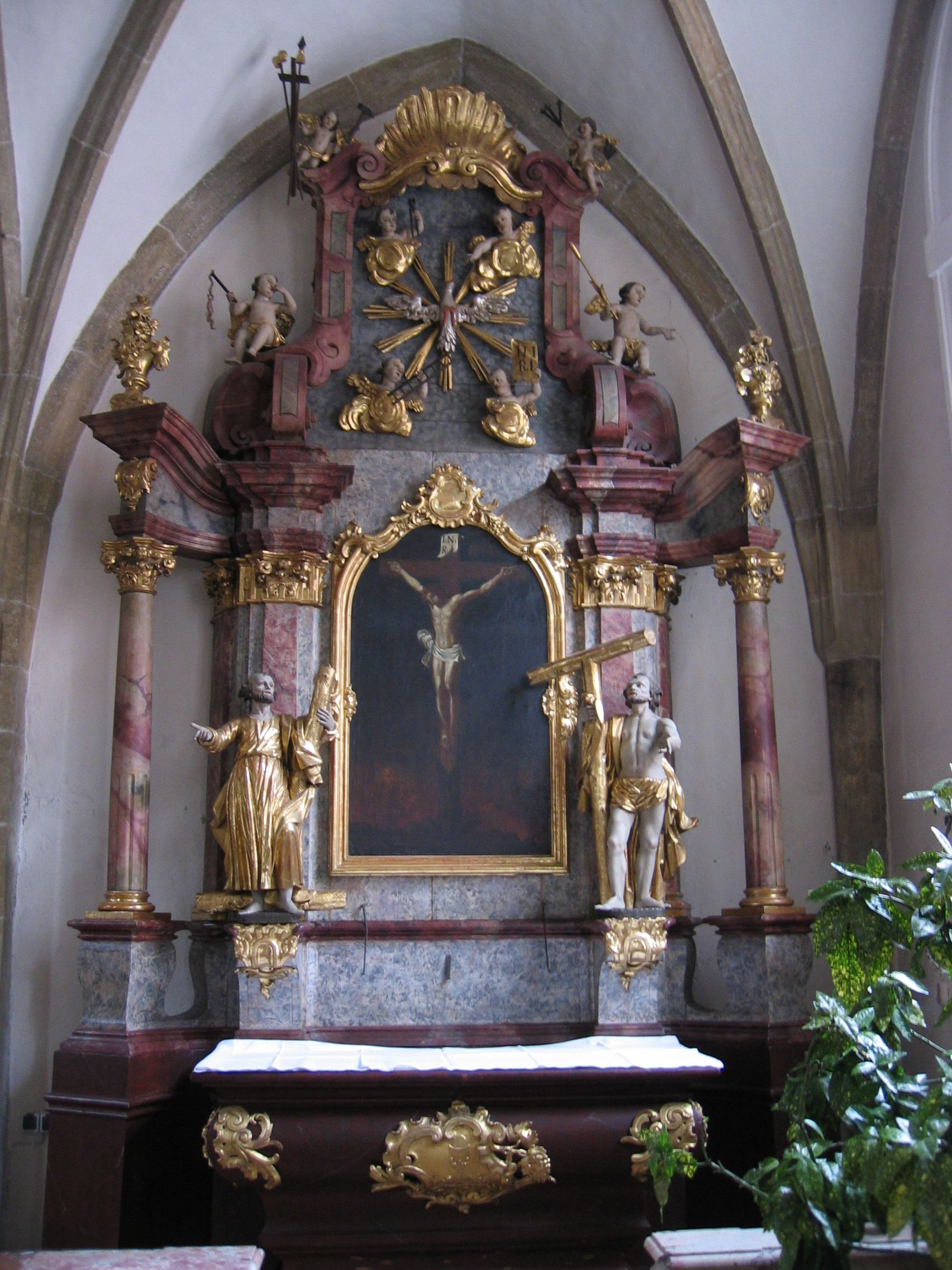
Kreuzaltar

Die Bürger Freistadts begannen kurz nach der Stadtgründung mit dem Bau einer eigenen Kirche an der höchsten, dafür vorgesehenen Stelle der Stadt. Um 1288 wurde die Stadtpfarrkirche anlässlich der Weihe erstmals urkundlich erwähnt. Die Kirche wurde unmittelbar am Hauptplatz und neben dem Rathaus (heute: Bezirksgericht) und der Freyung, aber ohne Friedhof errichtet.
Die ursprünglich dreischiffige, romanische Basilika wurde mit flacher Holzdecke, achteckigen Säulen und dem lateinischen Kreuz als Grundriss errichtet. Das Vierungsrechteck der Kirche wurde viermal im Langschiff und einmal im Ostchor (Presbyterium) verwirklicht. Die zwei Seitenschiffe wurden halb so hoch und halb so breit wie das Langschiff errichtet und schlossen im Altarraum gerade ab. Es wird vermutet, dass das Presbyterium eine halbrunde Apsis gehabt hat, Baupläne aus dieser Zeit sind nicht überliefert.
Ausbau in der Gotik

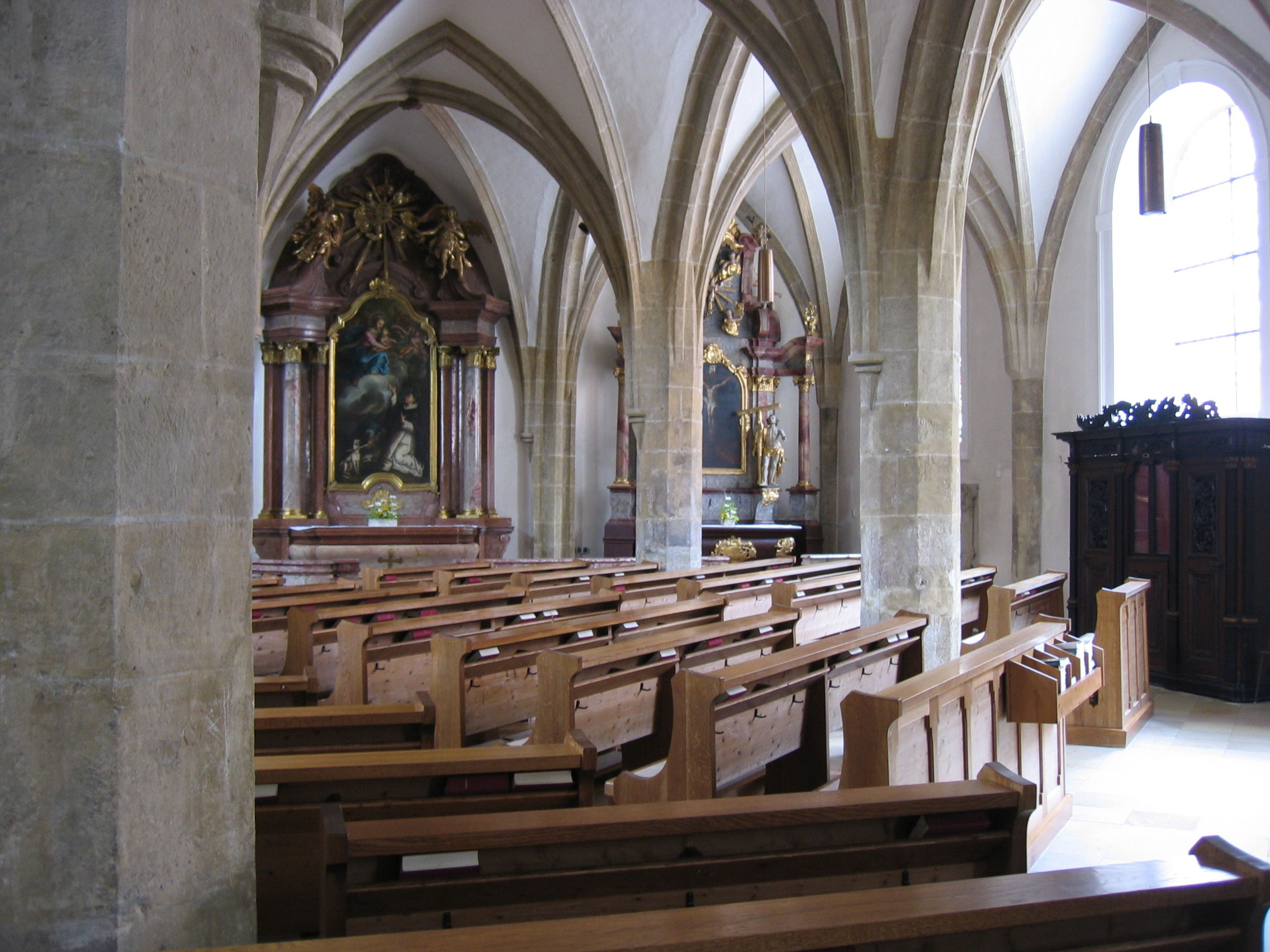
4. und 5. Seitenschiff

In der Zeit der Gotik erhielt die Kirche Ende des 14. Jahrhunderts ein Kreuzrippengewölbe sowie zahlreiche Altäre und Kapellen in den Seitenschiffen. Auf Grund der Kapellen wurde auf jeder Seite bis 1522 ein weiteres, allerdings verkürztes Seitenschiff in der Länge von drei Fensterachsen angebaut, um die Platzprobleme der Kirche zu mindern. Die verkürzten Seitenschiffe ergaben sich aus der räumlichen Situation an der Hauptplatzseite, die gleich lange Seitenschiffe verhinderte.
In dieser Zeit wurde auch der Ostchor neu errichtet. Im Auftrag von Bürgermeister, Richter und Rat übernahm der Freistädter Steinmetzmeister Mathes Klayndl diese Aufgabe in Planung und Ausführung. Der Chor wurde auf 16 m erhöht, um 8 m verlängert und erhielt dann ein bewundernswertes Schlingrippengewölbe und die Maßwerkfenster. Zusätzlich wurde an die Nordseite des Ostchors eine kleine Kapelle angebaut, die heutige Taufkapelle. Damit war um 1501 der Höhepunkt der Gotik in Freistadt erreicht. Neben dem Ostchor befindet sich seitdem der Kirchturm, gegenüber an der Südseite die Sakristei. Der Spitzbogen als Zeichen der Gotik war überall zu finden, bei den Arkadenbögen, bei den Fenstern und bei den Türen. Die Pfarrkirche wuchs durch den Ausbau auf eine Basilika mit fünf Schiffen.
Ebenfalls am Ende des 14. Jahrhunderts vergrößerte man den Fassungsraum durch je eine Empore an der Westseite und an der Südseite. 17 Altäre standen damals in der Kirche, unter ihnen möglicherweise gotische Meisterwerke. Die Stadtpfarrkirche – Sankt Katharina – war eine prächtige Kirche in einer reichen Stadt um 1500, bevor die beiden Stadtbrände viel zerstörten.
Vernichtung durch Feuer und Wiederaufbau
Die beiden Stadtbrände am 13. September 1507 und am 1. September 1516 vernichteten die komplette Innenausstattung. Das Katharinenmünster brannte vollständig aus, nur die Mauern und die Gewölbe hielten dem Feuer stand. Die kostbaren Altäre, Bilder, Statuen, Glocken, das Kirchengestühl und alle Verzierungen wurden ein Raub der Flammen.
Der Wiederaufbau fiel in die Zeit der Reformation. Die Reformation wirkte sich auch auf den Ausbau der Kirche aus. Man richtete die Kirche wieder her, aber man begnügte sich bei der Ausstattung mit dem Notwendigsten: ein Altar der 14 Nothelfer sollte reichen, der Altar der Corpus-Christi-Bruderschaft und der Altar des heiligen Michael wurden wieder errichtet. Eine Orgel wurde erst 1539, die Glocken gar erst 1558 eingebaut, erst als es in Freistadt wieder Reichtum gab.
So war das Katharinenmünster im 16. Jahrhundert nur noch ein matter Abglanz jener Kirche vor 1507. Ohne die kostbaren Blumenmalereien im Gewölbe der Seitenempore, wäre die kunstreiche Renaissance an der Kirche spurlos vorübergegangen. Die Bürger von Freistadt waren damals fromm, vielleicht sogar frömmer als je zuvor. Aber es gab eben den Gegensatz zwischen Katholiken und Protestanten, der gerade beim Wiederaufbau der Pfarrkirche zu spüren war. Im Oktober 1625 forderte Kaiser Ferdinands II.: „Werde wieder katholisch oder wandere aus!“
Rekatholisierung in Freistadt
Fast alle in Freistadt wurden wieder katholisch oder taten so, um nicht auswandern zu müssen. Als erstes Geschenk erhielt Sankt Katharina 1641 einen neuen Hochaltar, den Meister Hans Hens schnitzte, 15 Meter hoch und 7 Meter breit, und ein prachtvolles Altarbild von Adrian Bloemaert Martyrium und Glorie der hl. Katharina, das heute noch im Ostchor hängt, während vom Hochaltar, der 1875 abgetragen wurde, keine Spur mehr erhalten ist. Im Zuge der Rekatholisierung in Freistadt wurde 1687 die Barockisierung der Pfarrkirche eingeleitet.
Barockisierung
Es wurde eine billig barockisierte Kirche, ohne den Glanz anderer Kirchen, die Barock und Rokoko kombinierten. Die Beseitigung jedes Spitzbogens war der leitende Gedanke. Erst die Ausstattung des 18. Jahrhunderts brachte dann eine Verschönerung. Die vier Seitenaltäre, die Beichtstühle, die prächtige Orgelempore, die marmornen Kommuniongitter, die Glocken, der Marienbrunnen auf dem Hauptplatz und schließlich der prachtvolle Kirchturm von Johann Michael Prunner wurden errichtet.
Von der religiösen Ernüchterung durch die Aufklärung ist in Freistadt wenig zu spüren, eher das Gegenteil, wie die Ankunft der Piaristen in der Stadt (1761) beweist. Die Aufhebung des Kapuzinerklosters, die Verweltlichung der Johanneskirche in der Linzer Vorstadt und der Allerheiligenkapelle in St. Peter geschahen auf Befehl des Kaisers Joseph II. und riefen in Freistadt großen Unmut hervor.
Regotisierung
Im 19. Jahrhundert wurde in der Stadt von der Größe des Mittelalters geschwärmt, und man begann mit der Wiederherstellung der Gotik im Ostchor, die im Zuge der Barockisierung stark gelitten hatte. Vinzenz Statz, der Baumeister am Kölner Dom, und sein enger Mitarbeiter Otto Schirmer lieferten die Pläne und leiteten die Bautätigkeiten. Bald wurde das Geld zu wenig, und so wurde nur der Ostchor grundlegend verändert. Der Ostchor erstrahlte schon in Neugotik, und das Barock in der Kirche wurde nur noch geduldet und wartete auf den Umbau bis zum Jahr 1967.
Renovierungen ab 1967
1967 war das Jahr des großangelegten Umbaus, man wagte, als man wegen der Aufstellung eines Volksaltares eine Erneuerung begann, den entscheidenden Schritt. Das Ergebnis am Ende der Bauzeit war die Kirche des 13. Jahrhunderts in ihrer einfachen und schlichten Erhabenheit, nur das Wertvolle aus dem Barock wurde gelassen. So zeigt sich uns heute die Stadtpfarrkirche: Gotik und Barock nicht als Gegensatz, sondern als eine Symbiose der Kunst zur Verherrlichung Gottes.
1988 wurde die vormalige Bestuhlung mit Sesseln entfernt und durch Bänke mit Fußbodenheizung ersetzt sowie der Teppich entfernt. Zwischen 2004 und 2005 wurde auch die Orgel der Kirche um rund 5,5 Millionen Schilling (= 400.000 Euro) gänzlich neu gebaut.

## Kirchturm
Der baufällige gotische Turm wurde 1736/37 vom oberösterreichischen Barockbaumeister Johann Michael Prunner barockisiert und ist 67 m hoch. Auf dem geschwungenen Dach über dem Zugang steht der heilige Florian mit zwei Engeln. In dieser Zeit war auch ein Türmer im Kirchturm untergebracht. Der Wächter auf dem Kirchturm, den die Stadt Freistadt zu stellen hatte, wachte in der Nacht, während der Wächter auf dem Burgfried, für den die Herrschaft zuständig war, in den Tagstunden seinen Dienst versah. Die Wach- oder Zirkstube für die städtischen Wächter befand sich am Fuße des Kirchturms, wo sich seit 1925 ein Kriegerdenkmal von Adolf Wagner von der Mühl befindet.
Der Turm besitzt eine Stube mit vier Balkonen in jede Himmelsrichtung, welche bei seltenen Anlässen (meist einmal jährlich) besucht werden kann. Auf den Balkonen kann ein Überblick über die ganze Stadt und ihre hügelige Umgebung genossen werden.
2009 (April–November) erfolgte die rund 385.000 Euro teure Renovierung des Kirchturms.

## Im Inneren der Kirche
Im Inneren der Kirche zeigen sich die gotischen Pfeiler/Säulen mit den gotischen Spitzbogenarkaden aus der Mitte des 13. Jahrhunderts, die 1967 freigelegt wurden, nachdem sie in der Barockzeit zugebaut worden waren. In der Vierung vor dem Triumphbogen steht der von Peter Dimmel geschaffene Volksaltar aus weißem Juramarmor (1967), dahinter im Ostchor der gotische 14 Nothelferaltar (um 1520), über dem sich das Schlingrippengewölbe spannt. An der Nordseite des Chors hängt das Bild des ehemaligen barocken Hauptaltares (1640). Die Maßwerkfenster sind aus englischem Kathedralglas, bemalt in Köln nach Entwürfen von Vinzenz Staaz.
Im Obergeschoß, das man sowohl vom Inneren der Kirche als auch von außen über die Sakristei erreicht, sieht man die barocke Ausstattung von Carlo Antonio Carlone (1690); vier hochbarocke Figuren (Maria, Josef, Anna und Joachim) sind im Hauptschiff zu sehen.
Die Seitenschiffe werden in Richtung Osten mit je einem Altar abgeschlossen. Folgende Altäre sind zu finden:
- Abendmahlaltar
- Ottilienaltar
- Rosenkranzaltar
- Kreuzaltar

## Orgeln

### Hauptorgel

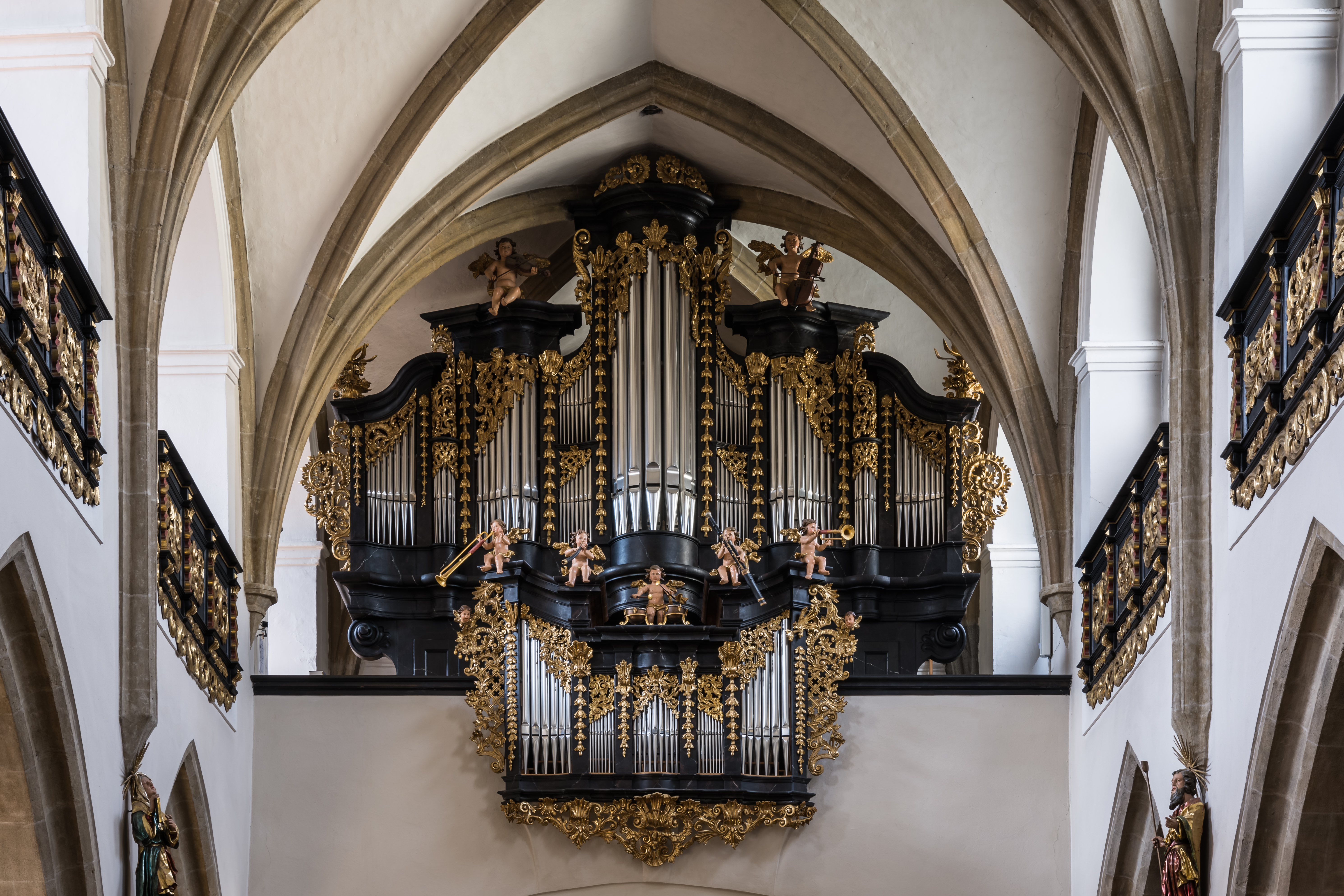
Neue Orgel mit Rückpositiv

Am hinteren Ende des Hauptschiffes befindet sich die Hauptorgel. Das Instrument wurde 2005 von der Orgelbaufirma Metzler (Dietikon) in einem vorhandenen barocken Orgelgehäuse erbaut. Es hat 27 Register auf zwei Manualen und Pedal. Die Spiel- und Registertrakturen sind mechanisch.
| I Hauptwerk C–f3 |     |
| Bordun           | 16′ |
| Principal        | 8′  |
| Viola d´Amore    | 8′  |
| Hohlflöte        | 8′  |
| Octave           | 4′  |
| Spitzflöte       | 4′  |
| Quinte           | 3′  |
| Superoctave      | 2′  |
| Terz             |     |
| Mixtur IV-V      | 2′  |
| Fagott           | 16′ |
| Trompete         | 8′  |

| II Rückpositiv C–f3 |    |
| Rohrflöte           | 8′ |
| Quintadena          | 8′ |
| Principal           | 4′ |
| Holzflöte           | 4′ |
| Nasat               | 3′ |
| Octave              | 2′ |
| Terz                |    |
| Scharff IV          | 1′ |
| Dulcian             | 8′ |
| Tremulant           |    |

| Pedalwerk C–f1 |     |
| Principalbass  | 16′ |
| Subbass        | 16′ |
| Octavbass      | 8′  |
| Octave         | 4′  |
| Posaune        | 16′ |
| Trompete       | 8′  |

- Koppeln: II/I, I/P, II/P
- Stimmung: modifiziert nach Werckmeister III

### Chororgel
Die Chororgel ist ein historisches Orgelpositiv und wurde in der zweiten Hälfte des 18. Jahrhunderts von Lorenz Franz Richter erbaut. Es wurde 2012/13
von der Oberösterreichischen Orgelbauanstalt Kögler restauriert.
| Manual CDEFGA–c3 |       |
| Gedackt          | 8′    |
| Flöte            | 4′    |
| Principal        | 2′    |
| Mixtur           | 1 ⁄3′ |

- Stimmung: Kirnberger III